# It's All Over Now/Good Times, Bad Times
It's All Over Now/Good Times, Bad Times è il quarto singolo del gruppo rock The Rolling Stones, pubblicato nel Regno Unito nel 1964.

## Tracce
Lato A
1. It's All Over Now – 3:20 (Bobby Womack, Shirley Womack)

Lato B
1. Good Times, Bad Times – 2:28 (Jagger, Richard)

## I brani
It's All Over Now
La canzone, scritta da Bobby Womack e Shirley Womack, è stata originariamente registrata dal gruppo The Valentinos pochi mesi prima sempre nel 1964. Altre versioni del brano sono state registrate da Rod Stewart, John Anderson, Waylon Jennings, Feargal Sharkey, Molly Hatchet, Johnny Rivers, Ry Cooder e altri.

## Formazione
- Mick Jagger: voce, percussioni
- Keith Richards: chitarra, cori
- Brian Jones: chitarra a 12 corde, cori
- Charlie Watts: batteria
- Bill Wyman: basso